# David Grogan
David Grogan (Ashton-under-Lyne, 7 luglio 1914 – marzo 1993) è stato un pallanuotista britannico.
Ha partecipato alle Olimpiadi di Berlino 1936, dove ha giocato 5 partite.